# Dichelus lugubris
Dichelus lugubris är en skalbaggsart som beskrevs av Kulzer 1960. Dichelus lugubris ingår i släktet Dichelus och familjen Melolonthidae. Inga underarter finns listade i Catalogue of Life.